# سلیوووو (استان بورگاس)
سلیوووو (به بلغاری: Slivovo) یک منطقهٔ مسکونی در بلغارستان است که در استان بورگاس واقع شده‌است.